# Hambye
Hambye är en kommun i departementet Manche i regionen Normandie i norra Frankrike. Kommunen ligger i kantonen Gavray som tillhör arrondissementet Coutances. År 2022 hade Hambye 1 077 invånare.

## Befolkningsutveckling
Antalet invånare i kommunen Hambye
| Referens: INSEE |